# Thygeslund Skov
Thygeslund Skov eller Tygeslund Skov er en omkring   89  hektar stor skov på nordsiden af Mariager Fjord sydvest for Hadsund i Mariagerfjord Kommune.  En kystbræmme på 12 hektar  blev  fredet i 1951, for at undgå bebyggelse; en del ligger lige ovenfor lystbådehavnen. Kysten ud for skoven består af grønne strandenge. Mod sydvest er landskabet omkring halvøen ved Nybrogård ligeledes fredet. 
Skoven består især af bøg, men der er også andre løvtræer som ask og rødel, samt nåletræer som rødgran og hvidgran.

## Eksterne kilder og henvisninger
- Om fredningen på fredninger.dk

56°42′21.78″N 10°5′53.19″Ø / 56.7060500°N 10.0981083°Ø